# Leihgemeinschaft
Eine Leihgemeinschaft ist eine Gemeinschaft von Menschen, die gegenseitig Geld oder Dinge nach Bedarf und ohne Gegenleistung leihen.
Leihgemeinschaften finden sich zum Beispiel in christlichen Gemeinden. Es existieren auch entsprechende Finanzierungsmodelle bei Banken. Hier nehmen mehrere Menschen gemeinsam einen Kredit auf um zum Beispiel ein Projekt zu finanzieren.